# Ligne 4 du tramway de Budapest
Pour les articles homonymes, voir Ligne 4.
La ligne 4 du tramway de Budapest (en hongrois : budapesti 4-es jelzésű villamosvonal) circule entre Széll Kálmán tér M et Újbuda-központ M en grande partie sur le Nagykörút. Son tracé est similaire à celui de la ligne 6.

## Tracé et stations

### Liste des stations
|  |   |  | Station                            | Correspondances                                                                                         | Arrondissement   | Quartier                                | Desserte |
|  | - |  | ---------------------------------- | --- | ---------------- | --------------------------------------- | --- |
|  | o |  | Széll Kálmán tér M                 | 6 17 56 56A 59 59A 59B 61 5 16 16A 21 21A 22 22A 39 91 102 116 128 129 139 140 140A 142 149 155 156 222 | 1er arr. 2e arr. | Víziváros / Országút                    | Széll Kálmán tér, Porte de Vienne, Palais de la Poste                                                       |
|  | o |  | Széna tér                          | 6 17 39 781 782 783 784 785 786 787 789 794 795                                                         | 1er arr. 2e arr. | Víziváros / Országút                    | Millenáris                                                                                                  |
|  | o |  | Mechwart liget                     | 6 17 11 111                                                                                             | 1er arr. 2e arr. | Víziváros / Országút                    | Mechwart liget, Office central de statistiques, Bibliothèque de l'Office central de statistiques            |
|  | o |  | Margit híd, budai hídfő H Gare HÉV | 6 17 19 41 9 26 91 109 191 226 291                                                                      | 2e arr.          | Víziváros                               | Tombeau de Gül Baba, Musée de la fonderie                                                                   |
|  | • |  | Margitsziget / Margit híd          | 6 26 226                                                                                                |                  |                                         | Ile Marguerite                                                                                              |
|  | o |  | Jászai Mari tér                    | 2 6 75 76 9 26 91 191 226 291                                                                           | 5e arr. 13e arr. | Lipótváros / Újlipótváros               | |
|  | o |  | Nyugati pályaudvar M Gare MÁV      | 6 72 73 9 26 91 191 226 291 2 70 71 100a 142                                                            | 6e arr.          | Terézváros                              | |
|  | o |  | Oktogon M                          | 6 105                                                                                                   | 6e arr.          | Terézváros                              | Oktogon, Université de musique Franz-Liszt, Maison de la terreur, Liszt Ferenc tér, Jókai tér, Andrássy út  |
|  | • |  | Király utca                        | 6 70 78                                                                                                 | 7e arr.          | Erzsébetváros                           | Université de musique Franz-Liszt, Église paroissiale Sainte-Thérèse-d'Ávila, Grandes halles de Hunyadi tér |
|  | • |  | Wesselényi utca                    | 6 74 | 7e arr.          | Erzsébetváros                           | Grandes halles de Klauzál tér, Klauzál tér                                                                  |
|  | o |  | Blaha Lujza tér M                  | 6 28 28A 37 37A 62 74 5 7 7E 8E 99 108E 110 112 133E 178 217E                                           | 8e arr.          | Palotanegyed / Népszínház               | Blaha Lujza tér, Népszínház utca, Chapelle Saint-Roch, Palace Hôtel, Palais New York                        |
|  | o |  | Rákóczi tér M                      | 6 | 8e arr.          | Palotanegyed / Csarnok                  | Grandes halles de Rákóczi tér                                                                               |
|  | • |  | Harminckettesek tere               | 6 83 9                                                                                                  | 8e arr.          | Palotanegyed / Csarnok                  | Gutenberg tér, Foyer Gutenberg, Séminaire national de formation rabbinique - Université juive, Prévôté      |
|  | o |  | Corvin-negyed M                    | 6 | 8e arr.          | Palotanegyed / Corvin                   | Musée des arts décoratifs, Üllői út                                                                         |
|  | o |  | Mester utca / Ferenc körút         | 6 24G 51 51A                                                                                            | 9e arr.          | Belső-Ferencváros / Középső-Ferencváros | |
|  | o |  | Boráros tér H Gare HÉV             | 2 6 15 23 23E 54 55 115 212                                                                             | 9e arr.          | Belső-Ferencváros / Középső-Ferencváros | |
|  | • |  | Petőfi híd, budai hídfő            | 6 153 154 212                                                                                           | 11e arr.         | Lágymányos                              | |
|  | • |  | Budafoki út / Szerémi sor          | 33 133E 153 154 212                                                                                     | 11e arr.         | Lágymányos                              | |
|  | o |  | Újbuda-központ M                   | 17 41 47 47B 48 56 33 53 58 150 153 154 212                                                             | 11e arr.         | Lágymányos                              | Allee |